# Wirkung (Pharmakologie)
Eine Wirkung (auch Pharmakonwirkung, biologische Aktivität) bezeichnet in der Pharmakologie die Wirkung eines Wirkstoffes auf einen Organismus. Die pharmakologischen Wirkungen auf einen Organismus und ihre Wirkungsmechanismen werden von der Pharmakodynamik behandelt. Die Wirkung im Sinne einer Einwirkung des Organismus auf ein eingenommenes Arzneimittel in Abhängigkeit von der Zeit untersucht die Pharmakokinetik. Mit den erwünschten Wirkungen befasst sich die klinische Pharmakologie, die unerwünschten und giftigen Wirkungen sind das Thema der Toxikologie. Analoge Teilbereiche der Toxikologie sind die Toxikokinetik und die Toxikodynamik.

## Eigenschaften
Die Wirkungsarten von Wirkstoffen lassen sich in rezeptorvermittelte und nicht-rezeptorvermittelte Wirkungen unterteilen, wobei die Grenze z. B. bei Virustatika wie Aciclovir, mRNA-Antisense-Pharmaka, Plasmide mit der cDNA für ein rekombinantes Protein (z. B. in der Gentherapie), Enzymen oder humanisierten Antikörpern uneindeutig ist, da die Wirkung trotz einer eventuellen Rezeptorbindung nicht immer darauf beruht. Die Wirkungen können erwünscht (Arzneiwirkung) oder unerwünscht (Schadwirkung, z. B. unerwünschte Arzneimittelwirkungen) sein. Die Beziehung zwischen einer Dosis und einer erzeugten Wirkung wird in einer Dosis-Wirkungskurve dargestellt. Die Identifikation der wirkungsauslösenden Strukturmotive eines Pharmakons führt zu einer quantitativen Struktur-Wirkungs-Beziehung.

## Rechtsdefinition
Eine Substanz zeigt dann eine pharmakologische Wirkung, wenn sie zu Wechselwirkungen mit einem beliebigen im Körper des Anwenders vorhandenen zellulären Bestandteil führt. Das hat der Europäische Gerichtshof (EuGH)  klargestellt. Die Wechselwirkung muss demzufolge nicht zwischen den Molekülen der Substanz und einem körpereigenen zellulären Bestandteil auftreten – es genügt auch eine Wirkung auf Viren oder körperfremde Zellen wie Bakterien, oder Parasiten. Eine arzneiliche Substanzzubereitung (Medikament) kann als Funktionsarzneimittel angesehen werden, wenn sie aufgrund ihrer Zusammensetzung – einschließlich der Dosierung ihrer Wirkstoffe – und „bei bestimmungsgemäßem Gebrauch physiologische Funktionen des Menschen in signifikanter Weise wiederherstellen, korrigieren oder beeinflussen kann.“

## Abgrenzung zur Wirksamkeit
Die klinische oder therapeutische Wirksamkeit gibt an, wie groß der Nutzen für die Patienten ist. Medikamente können beispielsweise die Krankheitsdauer verkürzen oder verhindern, dass eine Krankheit überhaupt auftritt.